# Campeonato Mundial 2021-22 de Fórmula E
El Campeonato Mundial 2021-22 de la Fórmula E fue la 8.ª temporada del Campeonato Mundial de Fórmula E de la historia. Fue organizada por la Federación Internacional del Automóvil (FIA). Fue la 4.ª y última temporada con el chasis Spark SRT05e.

## Equipos y pilotos
Los siguientes equipos y pilotos estuvieron bajo contrato para competir en el Campeonato Mundial de 2021-22. Todos los equipos compitieron con neumáticos suministrados por Michelin y baterías suministradas por McLaren AT.
| Equipo                           | Unidad de potencia | Unidad de potencia | N.º | Pilotos                | Carreras |
| -------------------------------- | ------------------ | ------------------ | --- | ---------------------- | -------- |
| Mercedes-EQ Formula E Team       | Mercedes-EQ        | Silver Arrow 02    | 5   | Stoffel Vandoorne      | Todas    |
| Mercedes-EQ Formula E Team       | Mercedes-EQ        | Silver Arrow 02    | 17  | Nyck de Vries          | Todas    |
| Jaguar TCS Racing                | Jaguar             | I-Type 5           | 9   | Mitch Evans            | Todas    |
| Jaguar TCS Racing                | Jaguar             | I-Type 5           | 10  | Sam Bird               | 1-14     |
| Jaguar TCS Racing                | Jaguar             | I-Type 5           | 10  | Norman Nato            | 15-16    |
| DS Techeetah                     | DS                 | E-Tense FE21       | 13  | António Félix da Costa | Todas    |
| DS Techeetah                     | DS                 | E-Tense FE21       | 25  | Jean-Éric Vergne       | Todas    |
| Envision Racing                  | Audi               | e-tron FE07        | 4   | Robin Frijns           | Todas    |
| Envision Racing                  | Audi               | e-tron FE07        | 37  | Nick Cassidy           | Todas    |
| Avalanche Andretti Formula E     | BMW                | iFE.21             | 27  | Jake Dennis            | Todas    |
| Avalanche Andretti Formula E     | BMW                | iFE.21             | 28  | Oliver Askew           | Todas    |
| ROKiT Venturi Racing             | Mercedes-EQ        | Silver Arrow 02    | 11  | Lucas di Grassi        | Todas    |
| ROKiT Venturi Racing             | Mercedes-EQ        | Silver Arrow 02    | 48  | Edoardo Mortara        | Todas    |
| TAG Heuer Porsche Formula E Team | Porsche            | 99X Electric       | 36  | André Lotterer         | Todas    |
| TAG Heuer Porsche Formula E Team | Porsche            | 99X Electric       | 94  | Pascal Wehrlein        | Todas    |
| Mahindra Racing                  | Mahindra           | M7Electro          | 29  | Alexander Sims         | Todas    |
| Mahindra Racing                  | Mahindra           | M7Electro          | 30  | Oliver Rowland         | Todas    |
| Nissan e.dams                    | Nissan             | IM03               | 22  | Maximilian Günther     | Todas    |
| Nissan e.dams                    | Nissan             | IM03               | 23  | Sébastien Buemi        | Todas    |
| Dragon / Penske Autosport        | Penske             | EV-5               | 7   | Sérgio Sette Câmara    | Todas    |
| Dragon / Penske Autosport        | Penske             | EV-5               | 99  | Antonio Giovinazzi     | 1-15     |
| Dragon / Penske Autosport        | Penske             | EV-5               | 99  | Sacha Fenestraz        | 16       |
| NIO 333 Racing                   | NIO 333            | 001                | 3   | Oliver Turvey          | Todas    |
| NIO 333 Racing                   | NIO 333            | 001                | 33  | Dan Ticktum            | Todas    |
| Fuente:                          |                    |                    |     |                        |          |

## Cambios

### Cambios de e-Prixs
- Se incorporó al calendario el e-Prix de Seúl, tras dos cancelaciones seguidas en la temporada 2019-20 y 2020-21, se corre en el circuito callejero de Seúl.[20]
- Se incorporó al calendario el e-Prix de Yakarta, y es el debut de la categoría en Indonesia tras cancelarse en la temporada 2019-20. Se disputa en el circuito Internacional e-Prix de Yakarta.[21]
- El e-Prix de la Ciudad de México volvió al calendario tras su cancelación en la temporada 2020-21.[22]

### Cambios de equipos
- Audi Sport ABT Schaeffler abandonó la categoría tras siete temporadas.[23]
- BMW abandonó la categoría, pero Andretti Motorsport se mantuvo.[24]

### Cambios de pilotos
- Oliver Rowland abandonó Nissan e.dams para unirse a Mahindra Racing.[13]
- Maximilian Günther abandonó BMW i Andretti Motorsport para fichar por Nissan e.dams.[14]
- Al retirarse Audi de la categoría, Lucas di Grassi pasó a Venturi Racing.[11]
- Luego de quedarse sin asiento en Alfa Romeo Racing en Fórmula 1, Antonio Giovinazzi fue piloto de Dragon/Penske Autosport.[15]
- Oliver Askew, proveniente de la IndyCar Series fue nuevo piloto de Andretti Motorsport.[10]
- Dan Ticktum, proveniente del Campeonato de Fórmula 2 de la FIA y exprotegido de Williams Racing, fue piloto titular de NIO.[18]
- Norman Nato sustituyó a Sam Bird durante las dos últimas rondas de la temporada luego de que el británico sufriera una fractura en la mano izquierda.[5]
- Sacha Fenestraz reemplazó a Antonio Giovinazzi durante la última ronda de la temporada luego de que el italiano sufriera de tendinitis en la primera carrera.[25]

### Cambios en la estructura del fin de semana
- El formato de clasificación cambió, los pilotos se dividieron en dos grupos y los cuatro mejores de cada uno se enfrentaron en cuartos, semifinales y final para definir al poleman del fin de semana.[26]
- Durante un periodo de auto de seguridad o full course yellow por cada minuto que pase se agregaron 45 segundos al tiempo de 45 minutos más una vuelta, excepto si ocurre después o durante el minuto 40 de competición.[27]
- El tiempo de prácticas fue reducido a 30 minutos cada una; en el caso de fechas únicas, hubo dos prácticas y, en el caso de fechas dobles, hubo tres prácticas.[28]

## Pretemporada
Las pruebas de pretemporada se disputaron del 29 de noviembre al 2 diciembre en el circuito Ricardo Tormo, Cheste (España).
| Circuito                                  | Mapa del circuito    | Resultados      | Resultados | Resultados      | Resultados       | Resultados | Resultados   | Resultados |
| ----------------------------------------- | -------------------- | --------------- | ---------- | --------------- | ---------------- | ---------- | ------------ | ---------- |
| Circuito Ricardo Tormo Longitud: 3,376 km |                      | Fecha           | Fecha      | N.º             | Piloto           | Equipo     | Mejor tiempo | Vueltas    |
| Circuito Ricardo Tormo Longitud: 3,376 km | Día 1                | 29 de noviembre | 4          | Robin Frijns    | Envision-Audi    | 1:26.968   | 51           |            |
| Circuito Ricardo Tormo Longitud: 3,376 km | Día 2                | 30 de noviembre | 17         | Nyck de Vries   | Mercedes         | 1:26.045   | 87           |            |
| Circuito Ricardo Tormo Longitud: 3,376 km | Día 3                | 2 de diciembre  | 48         | Edoardo Mortara | Venturi-Mercedes | 1:25.763   | 62           |            |
| Circuito Ricardo Tormo Longitud: 3,376 km | Resultados completos |                 |            |                 |                  |            |              |            |

## Calendario
El calendario provisional se publicó en julio de 2021 se presentó el primer borrador del calendario oficial, que constaba de 16 carreras. Comenzará el 28 de enero en Diriyah y finalizará el 14 de agosto en Seúl. Las principales novedades del calendario eran la incorporación de los e-Prixs de Ciudad del Cabo, Vancouver y finalmente el debut de Seúl, que fue postergada dos temporadas seguidas por la pandemia de COVID-19.
El 16 de octubre de 2021 se anunció un nuevo borrador del calendario donde la principal novedad fue la cancelación del e-Prix de Ciudad del Cabo, los motivos se desconocen, la fecha por confirmar del anterior calendario se movió de la 9.ª fecha a la 4.ª, en sustitución del e-Prix previamente mencionado, y la primera fue reemplazada por el e-Prix de Yakarta, que debuta tras su cancelación en la temporada 2019-20 por la pandemia de COVID-19.
El 15 de diciembre de 2021 el calendario recibió su aprobación final destacando dos fechas canceladas, la 4.ª fecha en una sede por confirmar, y la 5.ª fecha en una sede por confirmar en China, estas fueron reemplazadas, añadiendo una fecha más en Roma y Berlín respectivamente.
El 23 de abril de 2022 se anunció la cancelación del e-Prix de Vancouver, debido a los problemas logísticos que tuvo la organización en la construcción del circuito, por el momento se desconoce si la cita será reemplazada o simplemente ese agujero en el calendario se eliminará quedando un campeonato de 15 rondas.
El 11 de mayo se confirmó que Marrakech sería el reemplazo de Vancouver como la décima ronda del campeonato.
| Carrera             | e-Prix                        | Circuito                                               | Fecha         |
| ------------------- | ----------------------------- | ------------------------------------------------------ | ------------- |
| 1                   | e-Prix de Diriyah             | Circuito callejero de Diriyah, Diriyah                 | 28 de enero   |
| 2                   | e-Prix de Diriyah             | Circuito callejero de Diriyah, Diriyah                 | 29 de enero   |
| 3                   | e-Prix de la Ciudad de México | Autódromo Hermanos Rodríguez, Ciudad de México         | 12 de febrero |
| 4                   | e-Prix de Roma                | Circuito callejero del EUR, Roma                       | 9 de abril    |
| 5                   | e-Prix de Roma                | Circuito callejero del EUR, Roma                       | 10 de abril   |
| 6                   | e-Prix de Mónaco              | Circuito de Mónaco, Montecarlo                         | 30 de abril   |
| 7                   | e-Prix de Berlín              | Circuito del Aeropuerto Berlín-Tempelhof, Berlín       | 14 de mayo    |
| 8                   | e-Prix de Berlín              | Circuito del Aeropuerto Berlín-Tempelhof, Berlín       | 15 de mayo    |
| 9                   | e-Prix de Yakarta             | Circuito Internacional e-Prix de Yakarta, Yakarta      | 4 de junio    |
| 10                  | e-Prix de Marrakech           | Circuito Internacional Moulay El Hassan, Marrakech     | 2 de julio    |
| 11                  | e-Prix de Nueva York          | Circuito callejero de Brooklyn, Nueva York             | 16 de julio   |
| 12                  | e-Prix de Nueva York          | Circuito callejero de Brooklyn, Nueva York             | 17 de julio   |
| 13                  | e-Prix de Londres             | Circuito del Centro de exposiciones ExCeL, Londres     | 30 de julio   |
| 14                  | e-Prix de Londres             | Circuito del Centro de exposiciones ExCeL, Londres     | 31 de julio   |
| 15                  | e-Prix de Seúl                | Circuito callejero de Seúl, Seúl                       | 13 de agosto  |
| 16                  | e-Prix de Seúl                | Circuito callejero de Seúl, Seúl                       | 14 de agosto  |
| Carreras canceladas |                               |                                                        |               |
|                     | e-Prix de Ciudad del Cabo     | Circuito callejero de Ciudad del Cabo, Ciudad del Cabo |               |
|                     | e-Prix de Vancouver           | Circuito callejero de False Creek, Vancouver           |               |
| Fuente:             |                               |                                                        |               |

## Resultados
| Carrera | Fecha                | e-Prix | Mapa del circuito              | Resultados                        | Resultados          | Resultados                   | Resultados        |
| ------- | -------------------- | --- | ------------------------------ | --------------------------------- | ------------------- | ---------------------------- | ----------------- |
| 1       | 27, 28 y 29 de enero | e-Prix de Diriyah Circuito callejero de Diriyah Longitud: 2,495 km Ganadores 2020-21: Nyck de Vries - Mercedes Sam Bird - Jaguar              |                                | Libres 1                          | Oliver Rowland      | Ganador                      | Nyck de Vries     |
| 1       | 27, 28 y 29 de enero | e-Prix de Diriyah Circuito callejero de Diriyah Longitud: 2,495 km Ganadores 2020-21: Nyck de Vries - Mercedes Sam Bird - Jaguar              | Libres 2                       | Oliver Rowland                    | 2.º puesto          | Stoffel Vandoorne            |                   |
| 1       | 27, 28 y 29 de enero | e-Prix de Diriyah Circuito callejero de Diriyah Longitud: 2,495 km Ganadores 2020-21: Nyck de Vries - Mercedes Sam Bird - Jaguar              | Ganador grupos clasificatorios | Robin Frijns (1:09.163)           | 3.er puesto         | Jake Dennis                  |                   |
| 1       | 27, 28 y 29 de enero | e-Prix de Diriyah Circuito callejero de Diriyah Longitud: 2,495 km Ganadores 2020-21: Nyck de Vries - Mercedes Sam Bird - Jaguar              | Pole position                  | Stoffel Vandoorne (1:08.626)      | Vuelta rápida       | Nick Cassidy (1:09.207)      |                   |
| 2       | 27, 28 y 29 de enero | e-Prix de Diriyah Circuito callejero de Diriyah Longitud: 2,495 km Ganadores 2020-21: Nyck de Vries - Mercedes Sam Bird - Jaguar              | Libres 3                       | Pascal Wehrlein                   | Ganador             | Edoardo Mortara              |                   |
| 2       | 27, 28 y 29 de enero | e-Prix de Diriyah Circuito callejero de Diriyah Longitud: 2,495 km Ganadores 2020-21: Nyck de Vries - Mercedes Sam Bird - Jaguar              | Libres 3                       | Pascal Wehrlein                   | 2.º puesto          | Robin Frijns                 |                   |
| 2       | 27, 28 y 29 de enero | e-Prix de Diriyah Circuito callejero de Diriyah Longitud: 2,495 km Ganadores 2020-21: Nyck de Vries - Mercedes Sam Bird - Jaguar              | Ganador grupos clasificatorios | Edoardo Mortara (1:07.724)        | 3.er puesto         | Lucas di Grassi              |                   |
| 2       | 27, 28 y 29 de enero | e-Prix de Diriyah Circuito callejero de Diriyah Longitud: 2,495 km Ganadores 2020-21: Nyck de Vries - Mercedes Sam Bird - Jaguar              | Pole position                  | Nyck de Vries (1:07.154)          | Vuelta rápida       | Stoffel Vandoorne (1:08.917) |                   |
| 2       | 27, 28 y 29 de enero | e-Prix de Diriyah Circuito callejero de Diriyah Longitud: 2,495 km Ganadores 2020-21: Nyck de Vries - Mercedes Sam Bird - Jaguar              | Resultados completos           |                                   |                     |                              |                   |
| 3       | 12 de febrero        | e-Prix de la Ciudad de México Autódromo Hermanos Rodríguez Longitud: 2,592 km Ganador 2020-21: No se disputó                                  |                                | Libres 1                          | André Lotterer      | Ganador                      | Pascal Wehrlein   |
| 3       | 12 de febrero        | e-Prix de la Ciudad de México Autódromo Hermanos Rodríguez Longitud: 2,592 km Ganador 2020-21: No se disputó                                  | Libres 2                       | António Félix da Costa            | 2.º puesto          | André Lotterer               |                   |
| 3       | 12 de febrero        | e-Prix de la Ciudad de México Autódromo Hermanos Rodríguez Longitud: 2,592 km Ganador 2020-21: No se disputó                                  | Ganador grupos clasificatorios | André Lotterer (1:07.675)         | 3.er puesto         | Jean-Éric Vergne             |                   |
| 3       | 12 de febrero        | e-Prix de la Ciudad de México Autódromo Hermanos Rodríguez Longitud: 2,592 km Ganador 2020-21: No se disputó                                  | Pole position                  | Pascal Wehrlein (1:07.100)        | Vuelta rápida       | Nyck de Vries (1:09.877)     |                   |
| 3       | 12 de febrero        | e-Prix de la Ciudad de México Autódromo Hermanos Rodríguez Longitud: 2,592 km Ganador 2020-21: No se disputó                                  | Resultados completos           |                                   |                     |                              |                   |
| 4       | 9 y 10 de abril      | e-Prix de Roma Circuito callejero del EUR Longitud: 2,860 km Ganadores 2020-21: Jean-Éric Vergne - Techeetah Stoffel Vandoorne - Mercedes     |                                | Libres 1                          | Edoardo Mortara     | Ganador                      | Mitch Evans       |
| 4       | 9 y 10 de abril      | e-Prix de Roma Circuito callejero del EUR Longitud: 2,860 km Ganadores 2020-21: Jean-Éric Vergne - Techeetah Stoffel Vandoorne - Mercedes     | Libres 2                       | Jean-Éric Vergne                  | 2.º puesto          | Robin Frijns                 |                   |
| 4       | 9 y 10 de abril      | e-Prix de Roma Circuito callejero del EUR Longitud: 2,860 km Ganadores 2020-21: Jean-Éric Vergne - Techeetah Stoffel Vandoorne - Mercedes     | Ganador grupos clasificatorios | Jake Dennis (1:40.069)            | 3.er puesto         | Stoffel Vandoorne            |                   |
| 4       | 9 y 10 de abril      | e-Prix de Roma Circuito callejero del EUR Longitud: 2,860 km Ganadores 2020-21: Jean-Éric Vergne - Techeetah Stoffel Vandoorne - Mercedes     | Pole position                  | Stoffel Vandoorne (1:39.151)      | Vuelta rápida       | Nick Cassidy (1:41.729)      |                   |
| 5       | 9 y 10 de abril      | e-Prix de Roma Circuito callejero del EUR Longitud: 2,860 km Ganadores 2020-21: Jean-Éric Vergne - Techeetah Stoffel Vandoorne - Mercedes     | Libres 3                       | Jean-Éric Vergne                  | Ganador             | Mitch Evans                  |                   |
| 5       | 9 y 10 de abril      | e-Prix de Roma Circuito callejero del EUR Longitud: 2,860 km Ganadores 2020-21: Jean-Éric Vergne - Techeetah Stoffel Vandoorne - Mercedes     | Libres 3                       | Jean-Éric Vergne                  | 2.º puesto          | Jean-Éric Vergne             |                   |
| 5       | 9 y 10 de abril      | e-Prix de Roma Circuito callejero del EUR Longitud: 2,860 km Ganadores 2020-21: Jean-Éric Vergne - Techeetah Stoffel Vandoorne - Mercedes     | Ganador grupos clasificatorios | Robin Frijns (1:39.416)           | 3.er puesto         | Robin Frijns                 |                   |
| 5       | 9 y 10 de abril      | e-Prix de Roma Circuito callejero del EUR Longitud: 2,860 km Ganadores 2020-21: Jean-Éric Vergne - Techeetah Stoffel Vandoorne - Mercedes     | Pole position                  | Jean-Éric Vergne (1:38.268)       | Vuelta rápida       | Robin Frijns (1:41.256)      |                   |
| 5       | 9 y 10 de abril      | e-Prix de Roma Circuito callejero del EUR Longitud: 2,860 km Ganadores 2020-21: Jean-Éric Vergne - Techeetah Stoffel Vandoorne - Mercedes     | Resultados completos           |                                   |                     |                              |                   |
| 6       | 30 de abril          | e-Prix de Mónaco Circuito de Mónaco Longitud: 3,320 km Ganador 2020-21: António Félix da Costa - Techeetah                                    |                                | Libres 1                          | Nyck de Vries       | Ganador                      | Stoffel Vandoorne |
| 6       | 30 de abril          | e-Prix de Mónaco Circuito de Mónaco Longitud: 3,320 km Ganador 2020-21: António Félix da Costa - Techeetah                                    | Libres 2                       | António Félix da Costa            | 2.º puesto          | Mitch Evans                  |                   |
| 6       | 30 de abril          | e-Prix de Mónaco Circuito de Mónaco Longitud: 3,320 km Ganador 2020-21: António Félix da Costa - Techeetah                                    | Ganador grupos clasificatorios | Mitch Evans (1:31.245)            | 3.er puesto         | Jean-Éric Vergne             |                   |
| 6       | 30 de abril          | e-Prix de Mónaco Circuito de Mónaco Longitud: 3,320 km Ganador 2020-21: António Félix da Costa - Techeetah                                    | Pole position                  | Mitch Evans (1:29.839)            | Vuelta rápida       | Robin Frijns (1:32.707)      |                   |
| 6       | 30 de abril          | e-Prix de Mónaco Circuito de Mónaco Longitud: 3,320 km Ganador 2020-21: António Félix da Costa - Techeetah                                    | Resultados completos           |                                   |                     |                              |                   |
| 7       | 14 y 15 de mayo      | e-Prix de Berlín Circuito del Aeropuerto Berlín-Tempelhof Longitud: 2,355 km Ganadores 2020-21: Lucas di Grassi - Audi Norman Nato - Venturi  |                                | Libres 1                          | Oliver Rowland      | Ganador                      | Edoardo Mortara   |
| 7       | 14 y 15 de mayo      | e-Prix de Berlín Circuito del Aeropuerto Berlín-Tempelhof Longitud: 2,355 km Ganadores 2020-21: Lucas di Grassi - Audi Norman Nato - Venturi  | Libres 2                       | André Lotterer                    | 2.º puesto          | Jean-Éric Vergne             |                   |
| 7       | 14 y 15 de mayo      | e-Prix de Berlín Circuito del Aeropuerto Berlín-Tempelhof Longitud: 2,355 km Ganadores 2020-21: Lucas di Grassi - Audi Norman Nato - Venturi  | Ganador grupos clasificatorios | Pascal Wehrlein (1:06.532)        | 3.er puesto         | Stoffel Vandoorne            |                   |
| 7       | 14 y 15 de mayo      | e-Prix de Berlín Circuito del Aeropuerto Berlín-Tempelhof Longitud: 2,355 km Ganadores 2020-21: Lucas di Grassi - Audi Norman Nato - Venturi  | Pole position                  | Edoardo Mortara (1:06.093)        | Vuelta rápida       | Pascal Wehrlein (1:07.968)   |                   |
| 7       | 14 y 15 de mayo      | e-Prix de Berlín Circuito del Aeropuerto Berlín-Tempelhof Longitud: 2,355 km Ganadores 2020-21: Lucas di Grassi - Audi Norman Nato - Venturi  | Libres 3                       | Edoardo Mortara                   | Ganador             | Nyck de Vries                |                   |
| 8       | 14 y 15 de mayo      | e-Prix de Berlín Circuito del Aeropuerto Berlín-Tempelhof Longitud: 2,355 km Ganadores 2020-21: Lucas di Grassi - Audi Norman Nato - Venturi  | Libres 4                       | Lucas di Grassi                   | 2.º puesto          | Edoardo Mortara              |                   |
| 8       | 14 y 15 de mayo      | e-Prix de Berlín Circuito del Aeropuerto Berlín-Tempelhof Longitud: 2,355 km Ganadores 2020-21: Lucas di Grassi - Audi Norman Nato - Venturi  | Ganador grupos clasificatorios | Edoardo Mortara (1:06.753)        | 3.er puesto         | Stoffel Vandoorne            |                   |
| 8       | 14 y 15 de mayo      | e-Prix de Berlín Circuito del Aeropuerto Berlín-Tempelhof Longitud: 2,355 km Ganadores 2020-21: Lucas di Grassi - Audi Norman Nato - Venturi  | Pole position                  | Edoardo Mortara (1:05.972)        | Vuelta rápida       | Edoardo Mortara (1:08.165)   |                   |
| 8       | 14 y 15 de mayo      | e-Prix de Berlín Circuito del Aeropuerto Berlín-Tempelhof Longitud: 2,355 km Ganadores 2020-21: Lucas di Grassi - Audi Norman Nato - Venturi  | Resultados completos           |                                   |                     |                              |                   |
| 9       | 4 de junio           | e-Prix de Yakarta Circuito Internacional e-Prix de Yakarta Longitud: 2,370 km Ganador 2020-21: Primera Edición                                |                                | Libres 1                          | Oliver Rowland      | Ganador                      | Mitch Evans       |
| 9       | 4 de junio           | e-Prix de Yakarta Circuito Internacional e-Prix de Yakarta Longitud: 2,370 km Ganador 2020-21: Primera Edición                                | Libres 2                       | Jean-Éric Vergne                  | 2.º puesto          | Jean-Éric Vergne             |                   |
| 9       | 4 de junio           | e-Prix de Yakarta Circuito Internacional e-Prix de Yakarta Longitud: 2,370 km Ganador 2020-21: Primera Edición                                | Ganador grupos clasificatorios | António Félix da Costa (1:08.715) | 3.er puesto         | Edoardo Mortara              |                   |
| 9       | 4 de junio           | e-Prix de Yakarta Circuito Internacional e-Prix de Yakarta Longitud: 2,370 km Ganador 2020-21: Primera Edición                                | Pole position                  | Jean-Éric Vergne (1:08.523)       | Vuelta rápida       | Mitch Evans (1:09.786)       |                   |
| 9       | 4 de junio           | e-Prix de Yakarta Circuito Internacional e-Prix de Yakarta Longitud: 2,370 km Ganador 2020-21: Primera Edición                                | Resultados completos           |                                   |                     |                              |                   |
| 10      | 1 y 2 de julio       | e-Prix de Marrakech Circuito Internacional Moulay El Hassan Longitud: 2,971 km Ganador 2020-21: No se disputó                                 |                                | Libres 1                          | Edoardo Mortara     | Ganador                      | Edoardo Mortara   |
| 10      | 1 y 2 de julio       | e-Prix de Marrakech Circuito Internacional Moulay El Hassan Longitud: 2,971 km Ganador 2020-21: No se disputó                                 | Libres 2                       | Jean-Éric Vergne                  | 2.º puesto          | António Félix da Costa       |                   |
| 10      | 1 y 2 de julio       | e-Prix de Marrakech Circuito Internacional Moulay El Hassan Longitud: 2,971 km Ganador 2020-21: No se disputó                                 | Ganador grupos clasificatorios | António Félix da Costa (1:18.150) | 3.er puesto         | Mitch Evans                  |                   |
| 10      | 1 y 2 de julio       | e-Prix de Marrakech Circuito Internacional Moulay El Hassan Longitud: 2,971 km Ganador 2020-21: No se disputó                                 | Pole position                  | António Félix da Costa (1:17.070) | Vuelta rápida       | Lucas di Grassi (1:20.909)   |                   |
| 10      | 1 y 2 de julio       | e-Prix de Marrakech Circuito Internacional Moulay El Hassan Longitud: 2,971 km Ganador 2020-21: No se disputó                                 | Resultados completos           |                                   |                     |                              |                   |
| 11      | 15, 16 y 17 de julio | e-Prix de Nueva York Circuito callejero de Brooklyn Longitud: 2,373 km Ganadores 2020-21: Maximilian Günther - Andretti Sam Bird - Jaguar     |                                | Libres 1                          | Stoffel Vandoorne   | Ganador                      | Nick Cassidy      |
| 11      | 15, 16 y 17 de julio | e-Prix de Nueva York Circuito callejero de Brooklyn Longitud: 2,373 km Ganadores 2020-21: Maximilian Günther - Andretti Sam Bird - Jaguar     | Libres 2                       | António Félix da Costa            | 2.º puesto          | Lucas di Grassi              |                   |
| 11      | 15, 16 y 17 de julio | e-Prix de Nueva York Circuito callejero de Brooklyn Longitud: 2,373 km Ganadores 2020-21: Maximilian Günther - Andretti Sam Bird - Jaguar     | Ganador grupos clasificatorios | Robin Frijns (1:09.528)           | 3.er puesto         | Robin Frijns                 |                   |
| 11      | 15, 16 y 17 de julio | e-Prix de Nueva York Circuito callejero de Brooklyn Longitud: 2,373 km Ganadores 2020-21: Maximilian Günther - Andretti Sam Bird - Jaguar     | Pole position                  | Nick Cassidy (1:08.980)           | Vuelta rápida       | Edoardo Mortara (1:10.843)   |                   |
| 11      | 15, 16 y 17 de julio | e-Prix de Nueva York Circuito callejero de Brooklyn Longitud: 2,373 km Ganadores 2020-21: Maximilian Günther - Andretti Sam Bird - Jaguar     | Libres 3                       | Sam Bird                          | Ganador             | António Félix da Costa       |                   |
| 12      | 15, 16 y 17 de julio | e-Prix de Nueva York Circuito callejero de Brooklyn Longitud: 2,373 km Ganadores 2020-21: Maximilian Günther - Andretti Sam Bird - Jaguar     | Libres 3                       | Sam Bird                          | 2.º puesto          | Stoffel Vandoorne            |                   |
| 12      | 15, 16 y 17 de julio | e-Prix de Nueva York Circuito callejero de Brooklyn Longitud: 2,373 km Ganadores 2020-21: Maximilian Günther - Andretti Sam Bird - Jaguar     | Ganador grupos clasificatorios | Mitch Evans (1.09.371)            | 3.er puesto         | Mitch Evans                  |                   |
| 12      | 15, 16 y 17 de julio | e-Prix de Nueva York Circuito callejero de Brooklyn Longitud: 2,373 km Ganadores 2020-21: Maximilian Günther - Andretti Sam Bird - Jaguar     | Pole position                  | António Félix da Costa (1:08.751) | Vuelta rápida       | Edoardo Mortara (1:10.378)   |                   |
| 12      | 15, 16 y 17 de julio | e-Prix de Nueva York Circuito callejero de Brooklyn Longitud: 2,373 km Ganadores 2020-21: Maximilian Günther - Andretti Sam Bird - Jaguar     | Resultados completos           |                                   |                     |                              |                   |
| 13      | 29, 30 y 31 de julio | e-Prix de Londres Circuito del Centro de exposiciones ExCeL Longitud: 2,141 km Ganadores 2020-21: Jake Dennis - Andretti Alex Lynn - Mahindra |                                | Libres 1                          | Sérgio Sette Câmara | Ganador                      | Jake Dennis       |
| 13      | 29, 30 y 31 de julio | e-Prix de Londres Circuito del Centro de exposiciones ExCeL Longitud: 2,141 km Ganadores 2020-21: Jake Dennis - Andretti Alex Lynn - Mahindra | Libres 2                       | Jake Dennis                       | 2.º puesto          | Stoffel Vandoorne            |                   |
| 13      | 29, 30 y 31 de julio | e-Prix de Londres Circuito del Centro de exposiciones ExCeL Longitud: 2,141 km Ganadores 2020-21: Jake Dennis - Andretti Alex Lynn - Mahindra | Ganador grupos clasificatorios | Stoffel Vandoorne (1:13.796)      | 3.er puesto         | Nick Cassidy                 |                   |
| 13      | 29, 30 y 31 de julio | e-Prix de Londres Circuito del Centro de exposiciones ExCeL Longitud: 2,141 km Ganadores 2020-21: Jake Dennis - Andretti Alex Lynn - Mahindra | Pole position                  | Jake Dennis (1:13.161)            | Vuelta rápida       | Jake Dennis (1:14.429)       |                   |
| 13      | 29, 30 y 31 de julio | e-Prix de Londres Circuito del Centro de exposiciones ExCeL Longitud: 2,141 km Ganadores 2020-21: Jake Dennis - Andretti Alex Lynn - Mahindra | Libres 3                       | Nick Cassidy                      | Ganador             | Lucas di Grassi              |                   |
| 14      | 29, 30 y 31 de julio | e-Prix de Londres Circuito del Centro de exposiciones ExCeL Longitud: 2,141 km Ganadores 2020-21: Jake Dennis - Andretti Alex Lynn - Mahindra | Libres 3                       | Nick Cassidy                      | 2.º puesto          | Jake Dennis                  |                   |
| 14      | 29, 30 y 31 de julio | e-Prix de Londres Circuito del Centro de exposiciones ExCeL Longitud: 2,141 km Ganadores 2020-21: Jake Dennis - Andretti Alex Lynn - Mahindra | Ganador grupos clasificatorios | Lucas di Grassi (1:13.006)        | 3.er puesto         | Nyck de Vries                |                   |
| 14      | 29, 30 y 31 de julio | e-Prix de Londres Circuito del Centro de exposiciones ExCeL Longitud: 2,141 km Ganadores 2020-21: Jake Dennis - Andretti Alex Lynn - Mahindra | Pole position                  | Jake Dennis (1:12.535)            | Vuelta rápida       | Lucas di Grassi (1:14.438)   |                   |
| 14      | 29, 30 y 31 de julio | e-Prix de Londres Circuito del Centro de exposiciones ExCeL Longitud: 2,141 km Ganadores 2020-21: Jake Dennis - Andretti Alex Lynn - Mahindra | Resultados completos           |                                   |                     |                              |                   |
| 15      | 13 y 14 de agosto    | e-Prix de Seúl Circuito callejero de Seúl Longitud: 2,618 km Ganadores 2020-21: Primera Edición                                               |                                | Libres 1                          | Stoffel Vandoorne   | Ganador                      | Mitch Evans       |
| 15      | 13 y 14 de agosto    | e-Prix de Seúl Circuito callejero de Seúl Longitud: 2,618 km Ganadores 2020-21: Primera Edición                                               | Libres 2                       | Jean-Éric Vergne                  | 2.º puesto          | Oliver Rowland               |                   |
| 15      | 13 y 14 de agosto    | e-Prix de Seúl Circuito callejero de Seúl Longitud: 2,618 km Ganadores 2020-21: Primera Edición                                               | Ganador grupos clasificatorios | Edoardo Mortara (1:22.397)        | 3.er puesto         | Lucas di Grassi              |                   |
| 15      | 13 y 14 de agosto    | e-Prix de Seúl Circuito callejero de Seúl Longitud: 2,618 km Ganadores 2020-21: Primera Edición                                               | Pole position                  | Oliver Rowland (1:35.406)         | Vuelta rápida       | Jake Dennis (1:25.497)       |                   |
| 15      | 13 y 14 de agosto    | e-Prix de Seúl Circuito callejero de Seúl Longitud: 2,618 km Ganadores 2020-21: Primera Edición                                               | Libres 3                       | Edoardo Mortara                   | Ganador             | Edoardo Mortara              |                   |
| 16      | 13 y 14 de agosto    | e-Prix de Seúl Circuito callejero de Seúl Longitud: 2,618 km Ganadores 2020-21: Primera Edición                                               | Libres 3                       | Edoardo Mortara                   | 2.º puesto          | Stoffel Vandoorne            |                   |
| 16      | 13 y 14 de agosto    | e-Prix de Seúl Circuito callejero de Seúl Longitud: 2,618 km Ganadores 2020-21: Primera Edición                                               | Ganador grupos clasificatorios | Jake Dennis (1:21.673)            | 3.er puesto         | Jake Dennis                  |                   |
| 16      | 13 y 14 de agosto    | e-Prix de Seúl Circuito callejero de Seúl Longitud: 2,618 km Ganadores 2020-21: Primera Edición                                               | Pole position                  | António Félix da Costa (1:21.078) | Vuelta rápida       | Nick Cassidy (1:22.401)      |                   |
| 16      | 13 y 14 de agosto    | e-Prix de Seúl Circuito callejero de Seúl Longitud: 2,618 km Ganadores 2020-21: Primera Edición                                               | Resultados completos           |                                   |                     |                              |                   |
| Fuente: |                      | |                                |                                   |                     |                              |                   |

## Clasificaciones

### Puntuaciones
Carrera
| Posición | 1.º | 2.º | 3.º | 4.º | 5.º | 6.º | 7.º | 8.º | 9.º | 10.º | VR | P |
| Puntos   | 25  | 18  | 15  | 12  | 10  | 8   | 6   | 4   | 2   | 1    | 1  | 3 |

### Campeonato de Pilotos
| Pos. | Piloto                 | DIR  | DIR | MEX  | ROM  | ROM  | MON | BER | BER | YAK  | MAR | NYC  | NYC  | LON | LON  | SEÚ  | SEÚ | Puntos |
| ---- | ---------------------- | ---- | --- | ---- | ---- | ---- | --- | --- | --- | ---- | --- | ---- | ---- | --- | ---- | ---- | --- | ------ |
| 1    | Stoffel Vandoorne      | 2*   | 7*  | 11*  | 3*   | 5*   | 1*  | 3*  | 3*  | 5*   | 8*  | 4*   | 2*   | 2*  | 4*   | 5*   | 2*  | 213    |
| 2    | Mitch Evans            | 10*  | 21  | 19   | 1    | 1    | 2   | 5*  | 10  | 1*   | 3   | 11   | 3    | 5*  | Ret* | 1*   | 7*  | 180    |
| 3    | Edoardo Mortara        | 6    | 1   | 5    | 7    | Ret  | Ret | 1   | 2   | 3    | 1*  | 9*   | 10*  | 18* | 13*  | Ret* | 1*  | 169    |
| 4    | Jean-Éric Vergne       | 8    | 6*  | 3    | 4*   | 2*   | 3*  | 2*  | 9*  | 2*   | 4*  | 18*  | Ret* | 14  | Ret* | 6    | 6   | 144    |
| 5    | Lucas di Grassi        | 5    | 3   | 12*  | 11   | 8    | 6   | 21† | 4   | 7    | 5*  | 2*   | Ret  | 9*  | 1*   | 3*   | 11* | 126    |
| 6    | Jake Dennis            | 3    | 5   | 10   | 13   | Ret  | 9   | 13  | 13  | 6    | 7   | 10   | 8    | 1   | 2    | 4    | 3   | 126    |
| 7    | Robin Frijns           | 16   | 2   | 7    | 2    | 3    | 4   | 12  | 5   | 17   | 18  | 3    | 6    | 16  | 7    | 8    | 4   | 126    |
| 8    | António Félix da Costa | Ret* | 12* | 4*   | 6*   | 13*  | 5*  | 8*  | 6*  | 4*   | 2*  | Ret* | 1*   | 7*  | 5    | 9*   | 10* | 125    |
| 9    | Nyck de Vries          | 1*   | 10* | 6*   | Ret* | 14   | 10* | 10* | 1*  | Ret* | 6   | 8    | 7*   | 6   | 3    | Ret  | Ret | 106    |
| 10   | Pascal Wehrlein        | 11   | 9   | 1    | 8    | 6    | Ret | 6   | 12  | 8    | 12  | 6    | 11   | 10  | 10   | 7    | Ret | 71     |
| 11   | Nick Cassidy           | 7    | 16  | 13   | 9    | Ret  | 7   | Ret | 21  | 16   | 13  | 1    | 15   | 3   | Ret  | 10   | 8   | 65     |
| 12   | André Lotterer         | 13   | 4   | 2    | 10   | 4    | Ret | 4   | 8*  | 9    | 15  | 16   | 9    | 12  | 12   | Ret  | Ret | 63     |
| 13   | Sam Bird               | 4    | 15  | 15   | 5    | Ret  | Ret | 7   | 11  | 10   | 9   | 7    | 5    | Ret | 8    | INJ  | INJ | 51     |
| 14   | Oliver Rowland         | Ret  | 8   | 16   | Ret  | Ret* | Ret | 11  | 7   | Ret  | 10  | 13   | 14   | Ret | Ret  | 2    | Ret | 32     |
| 15   | Sébastien Buemi        | 17   | 13  | 8    | 16   | 9    | 8   | 14  | 14  | 11   | 16  | 5    | 13   | 11  | 6    | Ret  | 9   | 30     |
| 16   | Oliver Askew           | 9    | 11  | 17   | 14   | 15   | 15  | 15  | 15  | 13   | 11  | 19   | Ret  | 4   | Ret  | Ret  | 5   | 24     |
| 17   | Alexander Sims         | 14   | Ret | Ret  | 12   | Ret  | 11  | 9   | 18  | 15   | 14  | 14   | 4    | 13  | 11   | Ret  | 12  | 14     |
| 18   | Oliver Turvey          | 19   | 18  | 14   | 17   | 7    | 14  | 16  | 17  | 12   | 17  | 15   | 16   | 15  | 14   | Ret  | 15  | 6      |
| 19   | Maximilian Günther     | 12   | 14  | 9    | Ret  | 11   | 17  | 18  | 16  | 14   | Ret | 12   | DSQ  | 8   | 15   | 11   | Ret | 6      |
| 20   | Sérgio Sette Câmara    | 15   | 17  | 20   | 15   | 12   | 13  | 17  | 19  | 19   | 20  | DNS  | 17   | Ret | 9    | 12   | 13  | 2      |
| 21   | Dan Ticktum            | 18   | 19  | 18   | 18   | 10   | 12  | 19  | 20  | 18   | Ret | 17   | 12   | 17  | Ret  | Ret  | Ret | 1      |
| 22   | Norman Nato            |      |     |      |      |      |     |     |     |      |     |      |      |     |      | 13   | 14  | 0      |
| 23   | Antonio Giovinazzi     | 20*  | 20* | Ret* | 19*  | Ret* | 16* | 20  | 22  | Ret  | 19  | Ret  | Ret  | Ret | Ret  | Ret  |     | 0      |
| 24   | Sacha Fenestraz        |      |     |      |      |      |     |     |     |      |     |      |      |     |      |      | 16  | 0      |
| Pos. | Piloto                 | DIR  | DIR | MEX  | ROM  | ROM  | MON | BER | BER | YAK  | MAR | NYC  | NYC  | LON | LON  | SEÚ  | SEÚ | Puntos |

| Color     | Resultado                                                               |
| --------- | ----------------------------------------------------------------------- |
| Oro       | Ganador                                                                 |
| Plata     | 2.ª plaza                                                               |
| Bronce    | 3.ª plaza                                                               |
| Verde     | Finalizó en los puntos                                                  |
| Azul      | Finalizó sin puntos                                                     |
| Azul      | NC - No clasificado                                                     |
| Violeta   | Ret - No terminó (Carrera)                                              |
| Rojo      | DNQ - No se clasificó                                                   |
| Negro     | DSQ - Descalificado                                                     |
| Blanco    | DNS - No empezó (carrera)                                               |
| Blanco    | WD - Retirado (fin de semana)                                           |
| Blanco    | C - Carrera cancelada                                                   |
| Sin color | DNP - Inscrito pero no participó                                        |
| Sin color | INJ - Lesionado                                                         |
| Sin color | EX - Excluido                                                           |
| Estado    | Resultado                                                               |
| Negrita   | Pole position                                                           |
| Cursiva   | Vuelta rápida                                                           |
| †         | Abandona, pero clasifica al completar el porcentaje requerido para ello |

Fuente: Fórmula E.

### Campeonato de Equipos
| Pos. | Equipo                           | N.º | DIR | DIR | MEX | ROM | ROM | MON | BER | BER | YAK | MAR | NYC | NYC | LON | LON | SEÚ | SEÚ | Puntos |
| ---- | -------------------------------- | --- | --- | --- | --- | --- | --- | --- | --- | --- | --- | --- | --- | --- | --- | --- | --- | --- | ------ |
| 1    | Mercedes-EQ Formula E Team       | 5   | 2   | 7   | 11  | 3   | 5   | 1   | 3   | 3   | 5   | 8   | 4   | 2   | 2   | 4   | 5   | 2   | 319    |
| 1    | Mercedes-EQ Formula E Team       | 17  | 1   | 10  | 6   | Ret | 14  | 10  | 10  | 1   | Ret | 6   | 8   | 7   | 6   | 3   | Ret | Ret | 319    |
| 2    | ROKiT Venturi Racing             | 11  | 5   | 3   | 12  | 11  | 8   | 6   | 21† | 4   | 7   | 5   | 2   | Ret | 9   | 1   | 3   | 11  | 295    |
| 2    | ROKiT Venturi Racing             | 48  | 6   | 1   | 5   | 7   | Ret | Ret | 1   | 2   | 3   | 1   | 9   | 10  | 18  | 13  | Ret | 1   | 295    |
| 3    | DS Techeetah                     | 13  | Ret | 12  | 4   | 6   | 13  | 5   | 8   | 6   | 4   | 2   | Ret | 1   | 7   | 5   | 9   | 10  | 269    |
| 3    | DS Techeetah                     | 25  | 8   | 6   | 3   | 4   | 2   | 3   | 2   | 9   | 2   | 4   | 18  | Ret | 14  | Ret | 6   | 6   | 269    |
| 4    | Jaguar TCS Racing                | 9   | 10  | 21  | 19  | 1   | 1   | 2   | 5   | 10  | 1   | 3   | 11  | 3   | 5   | Ret | 1   | 7   | 231    |
| 4    | Jaguar TCS Racing                | 10  | 4   | 15  | 15  | 5   | Ret | Ret | 7   | 11  | 10  | 9   | 7   | 5   | Ret | 8   | 13  | 14  | 231    |
| 5    | Envision Racing                  | 4   | 16  | 2   | 7   | 2   | 3   | 4   | 12  | 5   | 17  | 18  | 3   | 6   | 16  | 7   | 8   | 4   | 191    |
| 5    | Envision Racing                  | 37  | 7   | 16  | 13  | 9   | Ret | 7   | Ret | 21  | 16  | 13  | 1   | 15  | 3   | Ret | 10  | 8   | 191    |
| 6    | Avalanche Andretti Formula E     | 27  | 3   | 5   | 10  | 13  | Ret | 9   | 13  | 13  | 6   | 7   | 10  | 8   | 1   | 2   | 4   | 3   | 150    |
| 6    | Avalanche Andretti Formula E     | 28  | 9   | 11  | 17  | 14  | 15  | 15  | 15  | 15  | 13  | 11  | 19  | Ret | 4   | Ret | Ret | 5   | 150    |
| 7    | TAG Heuer Porsche Formula E Team | 36  | 13  | 4   | 2   | 10  | 4   | Ret | 4   | 8   | 9   | 15  | 16  | 9   | 12  | 12  | Ret | Ret | 134    |
| 7    | TAG Heuer Porsche Formula E Team | 94  | 11  | 9   | 1   | 8   | 6   | Ret | 6   | 12  | 8   | 12  | 6   | 11  | 10  | 10  | 7   | Ret | 134    |
| 8    | Mahindra Racing                  | 29  | 14  | Ret | Ret | 12  | Ret | 11  | 9   | 18  | 15  | 14  | 14  | 4   | 13  | 11  | Ret | 12  | 46     |
| 8    | Mahindra Racing                  | 30  | Ret | 8   | 16  | Ret | Ret | Ret | 11  | 7   | Ret | 10  | 13  | 14  | Ret | Ret | 2   | Ret | 46     |
| 9    | Nissan e.dams                    | 22  | 12  | 14  | 9   | Ret | 11  | 17  | 18  | 16  | 14  | Ret | 12  | DSQ | 8   | 15  | 11  | Ret | 36     |
| 9    | Nissan e.dams                    | 23  | 17  | 13  | 8   | 16  | 9   | 8   | 14  | 14  | 11  | 16  | 5   | 13  | 11  | 6   | Ret | 9   | 36     |
| 10   | NIO 333 Formula E Team           | 3   | 19  | 18  | 14  | 17  | 7   | 14  | 16  | 17  | 12  | 17  | 15  | 16  | 15  | 14  | Ret | 15  | 7      |
| 10   | NIO 333 Formula E Team           | 33  | 18  | 19  | 18  | 18  | 10  | 12  | 19  | 20  | 18  | Ret | 17  | 12  | 17  | Ret | Ret | Ret | 7      |
| 11   | Dragon / Penske Autosport        | 7   | 15  | 17  | 20  | 15  | 12  | 13  | 17  | 19  | 19  | 20  | DNS | 17  | Ret | 9   | 12  | 13  | 2      |
| 11   | Dragon / Penske Autosport        | 99  | 20  | 20  | Ret | 19  | Ret | 16  | 20  | 22  | Ret | 19  | Ret | Ret | Ret | Ret | Ret | 16  | 2      |
| Pos. | Equipo                           | N.º | DIR | DIR | MEX | ROM | ROM | MON | BER | BER | YAK | MAR | NYC | NYC | LON | LON | SEÚ | SEÚ | Puntos |

| Color     | Resultado                                                               |
| --------- | ----------------------------------------------------------------------- |
| Oro       | Ganador                                                                 |
| Plata     | 2.ª plaza                                                               |
| Bronce    | 3.ª plaza                                                               |
| Verde     | Finalizó en los puntos                                                  |
| Azul      | Finalizó sin puntos                                                     |
| Azul      | NC - No clasificado                                                     |
| Violeta   | Ret - No terminó (Carrera)                                              |
| Rojo      | DNQ - No se clasificó                                                   |
| Negro     | DSQ - Descalificado                                                     |
| Blanco    | DNS - No empezó (carrera)                                               |
| Blanco    | WD - Retirado (fin de semana)                                           |
| Blanco    | C - Carrera cancelada                                                   |
| Sin color | DNP - Inscrito pero no participó                                        |
| Sin color | INJ - Lesionado                                                         |
| Sin color | EX - Excluido                                                           |
| Estado    | Resultado                                                               |
| Negrita   | Pole position                                                           |
| Cursiva   | Vuelta rápida                                                           |
| †         | Abandona, pero clasifica al completar el porcentaje requerido para ello |

Fuente: Fórmula E.

### Estadísticas del Campeonato de Pilotos
| Pos. | Piloto                 | Equipo    | e-Prixs | Victorias | Podios | Poles | Vueltas rápidas | Puntos |
| ---- | ---------------------- | --------- | ------- | --------- | ------ | ----- | --------------- | ------ |
| 1    | Stoffel Vandoorne      | Mercedes  | 16      | 1         | 8      | 2     | 1               | 213    |
| 2    | Mitch Evans            | Jaguar    | 16      | 4         | 7      | 1     | 1               | 180    |
| 3    | Edoardo Mortara        | Venturi   | 16      | 4         | 6      | 2     | 3               | 169    |
| 4    | Jean-Éric Vergne       | Techeetah | 16      |           | 5      | 2     |                 | 144    |
| 5    | Lucas di Grassi        | Venturi   | 16      | 1         | 4      |       | 2               | 126    |
| 6    | Jake Dennis            | Andretti  | 16      | 1         | 4      | 2     | 2               | 126    |
| 7    | Robin Frijns           | Envision  | 16      |           | 4      |       | 3               | 126    |
| 8    | António Félix da Costa | Techeetah | 16      | 1         | 2      | 3     |                 | 125    |
| 9    | Nyck de Vries          | Mercedes  | 16      | 2         | 3      | 1     | 1               | 106    |
| 10   | Pascal Wehrlein        | Porsche   | 16      | 1         | 1      | 1     | 1               | 71     |
| 11   | Nick Cassidy           | Envision  | 16      | 1         | 2      | 1     | 3               | 65     |
| 12   | André Lotterer         | Porsche   | 16      |           | 1      |       |                 | 63     |
| 13   | Sam Bird               | Jaguar    | 14      |           |        |       |                 | 51     |
| 14   | Oliver Rowland         | Mahindra  | 16      |           | 1      | 1     |                 | 32     |
| 15   | Sébastien Buemi        | Nissan    | 16      |           |        |       |                 | 30     |
| 16   | Oliver Askew           | Andretti  | 16      |           |        |       |                 | 24     |
| 17   | Alexander Sims         | Mahindra  | 16      |           |        |       |                 | 14     |
| 18   | Oliver Turvey          | NIO       | 16      |           |        |       |                 | 6      |
| 19   | Maximilian Günther     | Nissan    | 16      |           |        |       |                 | 6      |
| 20   | Sérgio Sette Câmara    | Dragon    | 16 (15) |           |        |       |                 | 2      |
| 21   | Dan Ticktum            | NIO       | 16      |           |        |       |                 | 1      |
| 22   | Norman Nato            | Jaguar    | 2       |           |        |       |                 | 0      |
| 23   | Antonio Giovinazzi     | Dragon    | 15      |           |        |       |                 | 0      |
| 24   | Sacha Fenestraz        | Dragon    | 1       |           |        |       |                 | 0      |

### Estadísticas del Campeonato de Equipos
| Pos. | Equipo    | e-Prixs | Victorias | Podios | Poles | Vueltas rápidas | Puntos |
| ---- | --------- | ------- | --------- | ------ | ----- | --------------- | ------ |
| 1    | Mercedes  | 16      | 3         | 11     | 3     | 2               | 319    |
| 2    | Venturi   | 16      | 5         | 10     | 2     | 5               | 295    |
| 3    | Techeetah | 16      | 1         | 7      | 5     |                 | 269    |
| 4    | Jaguar    | 16      | 4         | 7      | 1     | 1               | 231    |
| 5    | Envision  | 16      | 1         | 6      | 1     | 5               | 191    |
| 6    | Andretti  | 16      | 1         | 4      | 2     | 2               | 150    |
| 7    | Porsche   | 16      | 1         | 2      | 1     | 1               | 134    |
| 8    | Mahindra  | 16      |           | 1      | 1     |                 | 46     |
| 9    | Nissan    | 16      |           |        |       |                 | 34     |
| 10   | NIO       | 16      |           |        |       |                 | 7      |
| 11   | Dragon    | 16      |           |        |       |                 | 2      |